# Яблокова, Александра Константиновна
Алекса́ндра Константи́новна Я́блокова (1930, Камчатка, Пошехоно-Володарский район — 22 ноября 2016) — советский работник сельского хозяйства; звеньевая колхоза «Новая Кештома» Пошехонского района Ярославской области.
За большие производственные достижения 30 апреля 1966 года присвоено звание Героя Социалистического Труда с вручением ордена Ленина и золотой медали «Серп и Молот».